# Macarostola ida
Macarostola ida là một loài bướm đêm thuộc họ Gracillariidae. Nó được tìm thấy ở New South Wales, Queensland, Tây Úc và Victoria.
Sải cánh dài khoảng 10 mm. Adults have fore wings with a striking pattern of rusty reddish-brown và white. The inner margins of khắp the wings are heavily fringed.
Ấu trùng ăn Angophora và Eucalyptus species, bao gồm Eucalyptus piperita. Chúng ăn lá nơi chúng làm tổ.